# Ганапати-упанишада
Шри Ганапати-атхарва-ширша-упанишада или Ганапати-упанишада (санскр.: श्रीगणपत्यथर्वशीर्षोपनिषद्; śrīgaṇapatyatharvaśīrṣopaniṣad) — ведийский религиозный текст, посвящённый Ганеше. Это единственная из Муктика-упанишад, в которой Ганеша утверждается как Ниргуна и Сагуна Брахман. Принадлежит к группе шиваитских упанишад и включена в состав Атхарва-веды. Ганапати-упанишада является важнейшим текстом традиции «ганапатья» наряду с Ганеша-пураной и Мудгала-пураной.

## Редакции
Классическая индуистская традиция приписывает авторство Ганапати-упанишады риши Вьясе. Однако, как некоторые фрагменты самой упанишады, так и научные исследования её текста, говорят о том, что доступные в настоящий момент редакции написаны или были отредактированы сравнительно поздно — приблизительно в XVI—XVII веках. Возможно, что текст упанишады сравнительно ранний, так как включён в состав шрути, но подвергавшийся более поздним многочисленным редакциям. По упоминающимся в тексте в разных редакциях биджа-мантры gaṃ — गं — и муладхара-чакры можно предположить средневековую тантрическую редактуру текста, однако упоминание Ганапати-упанишады и находящуюся в ней маха-мантру Ганеши — auṃ gaṃ gaṇapatāye namaḥ — в текстах маха-пуран позволяет говорить о её раннем происхождении.

## Текст
Шри Ганапати-атхарва-ширша-упанишада небольшая по своему размеру — согласно различным редакциям, 14-19 стихов. При этом как минимум в двух редакциях сам текст просто разбит на различное количество стихов — на 14 и 17. В доступной интернет-редакции, находящейся на сайте Sanskrit Documents, упанишада содержит 14 стихов. Стихи с 1-го по 12-й её текста является важным ритуальным гимном — Ганапати Атхарваширша — не только в традиции ганапатья, но и практически для всех индуистов — в нём Ганеша определяется как Первопричина, как Сагуна и Ниргуна Брахман. С 1-го по 6-й текст соотносит Ганешу с различными богами, сторонами света, философскими категориями.
7-й стих целиком посвящён маха-мантре Ганеши — auṃ gaṃ gaṇapataye namaḥ — последовательность произношения звуков, её риши, метрический размер и божество:
Сначала произносится согласная га, затем — первая из гласных (то есть а) и носовой звук в образе полумесяца с анусварой. Вместе с тара-мантрой (то есть auṃ) эти звуки образуют форму мантры (то есть Ом гам) [Ганапати]. Слог га — первая, слог а — средняя, носовой звук (м) — последняя, и бинду — окончательная её части, нада же — их соединение вместе. Такова мантра (видья) Ганеши. Риши [этой мантры] — Ганака, метрический размер (чхандас) — нричад-гаятри, божество — Шри Махаганапати. [Полная форма мантры:] auṃ gaṃ gaṇapataye namaḥ («Ом гам. Поклонение Ганапати»).
Оригинальный текст (санскрит)
gaNaadiM puurvamuchchaarya varNaadi.nstadanantaram .
anusvaaraH parata-raH .
ardhendulasitam .
taareNa R^iddham .
etattava manusvaruupam .
gakaa-raH puurvaruupam .
akaaro madhyamaruupam .
anusvaarashchaantyaruupam .
binduruttararuupam .
naadaH sandhaanam .
sa.nhitaa sandhiH .
saishhaa gaNe-shavidyaa .
gaNaka R^ishhiH .
nichR^idgaayatrii chhandaH .
shriimahaagaNapatirdevataa .
AUM ga.n gaNapataye namaH .. 7..
8-й стих — это Ганапати-гаятри:
Одноклыкого да постигнем! Медитируем на [Обладателя] скрученного хобота. Обладатель бивня да направит нас [по истинному Пути]!
Оригинальный текст (санскрит)
ekadantaaya vidmahe vakratuNDaaya dhiimahi .
tanno dantiH prachodayaat ..
Шлоки 9-12 — это перечисление различных атрибутов Ганеши и поклонение различным его ипостасям. Шлоки 12-14 представляют собою вариацию пхала-стути — завершение гимна с описанием наград за его систематическое чтение и запретом на его распространение среди неверующих.

## Ритуал
Шри Ганапати-атхарва-ширша-упанишада является не только важным философско-ритуальным текстом традиции «ганапатья», но и важным ритуальным текстом во многих направлениях индуизма. Она, точнее, её 1-12 стих, читаются в составе текста пуджи во многих индуистских храмах. Сам текст в своей заключительной части (стихи 12-14) говорит о необходимости многократного повторения — вплоть до тысячи раз.